# 劉阿昌與打幫你樂團
劉阿昌與打幫你樂團（2011年－），打幫你是一個以結合傳統樂器與流行樂器，以台灣民謠和母語作為素材創作的融合搖滾樂團。
樂團編制包括傳統樂器中國笛、洞簫、嗩吶、二胡，以及吉他、貝斯與爵士鼓，打幫你樂團自2011年開始陸續入圍了金曲獎最佳歌手、金音獎最佳現場演奏樂團，並在許多歌曲創作比賽獲得名次。
打幫你的作品在國內享有一定知名度，常被廣場舞蹈選用，受邀於台灣國慶日演出，自2015年迄今陸續受邀至美國大聯盟、馬來西亞、印尼等地參與音樂節演出，並與當地歌手共創作品。
打幫你的作品呈現出道地的台灣味，擔任2023年世界客家博覽會開幕演出樂團，演奏傳統樂器的成員也在2023年受邀於國慶煙火演出。打幫你持續創作，並積極到各地演出。2022與2023年兩度受邀在檳城活聲聲音樂節及島鳴新態音樂節中演出。

## 歷史
主唱兼團長劉榮昌畢業於台藝大廣播電視學系、中央大學客家文化研究所，曾入圍第19屆金曲獎最佳客語歌手獎、第24屆金曲獎最佳客語專輯獎。大學時開始流行音樂創作，卻感受不到認同感，再發現自己竟無法與奶奶與客語溝通後，便立志從事客家音樂研究，便努力學習客語，幾年後以能流利使用客語。
2011年劉榮昌與第一代成員國樂手陳玟憲、Bass手老盧（盧欣民）、鼓手朱榮豪共組打幫你樂團。同年受邀進駐新瓦屋客家文化保存區，成為園區之駐村藝術團隊，於該年開始舉辦新瓦屋草地舞台音樂活動，每年3-10月期間，每月固定舉辦一場，至2017年為止七年不間斷。
2012年底  國樂手陳玟憲離團
2013年    二胡＆鍵盤手由蕭詩偉接替、笛子手由黃淑靖、嗩吶手黃博裕加入，並於臺北市客家文化主題公園音樂戲劇中心舉辦「暢到毋知人」專場演唱會。
2015年 Bass手老盧（盧欣民）離團
2018年 笛子手黃淑靖離團，新任笛子手劉士瑜加入。同年進駐新北市板橋435藝文特區成為駐村藝術團隊，同時受交通大學客家文化園區之邀請，進駐六家民俗公園成為駐村藝術家，並不定期舉辦音樂活動。
打幫你是一個以結合傳統樂器與流行樂器，以台灣民謠和母語作為素材創作的融合搖滾樂團。近年開始嘗試跨屆音樂藝術創作，包含與爵士音樂家楊曉恩合作，將歌曲「老橋」以爵士曲風重新編曲，與十鼓擊樂團合作，將歌曲「後生開聲」融入鼓陣改編為新曲「大開聲」。

## 現任成員
- 劉榮昌（阿昌）：團長兼主唱、吉他手、月琴手
- 朱榮豪（小豬）：鼓手
- 蕭詩偉（蕭仔）：胡琴手兼鍵盤手
- 黃博裕（NANA）：嗩吶手
- 劉士瑜（小魚）：笛、簫

## 重要活動
- 2013年
  - 入圍第四屆金音獎最佳現場演唱獎
  - 暢到毋知人演唱會
- 2014年
  - 新瓦屋草地音樂節
- 2015年
  - 受邀於美國紐約大都會隊球場「紐約台灣日」演出。
  - 好客麗麗音樂節
- 2016年
  - 國慶日唯一受邀演出之客家音樂團體
- 2017年
  - 馬來西亞芙蓉市巡演
  - 風潮世界音樂節
- 2018年
  - 行一里路戀戀山歌念真情演唱會
  - 印尼蘇門達臘巡演
- 2019年
  - 攑頭看—打幫你樂團致敬許石
  - 義⺠民爺爺帶捱轉屋下
- 2020年
  - 行一里路戀戀山歌念真情演唱會
  - 臺灣客家⾳樂節「當然愛聲你」
  - 山⾕草地⾳樂節-榖稻秋聲
- 2021年
  - 土地搖滾獅仔撞走
  - 公共論壇講座⾳樂會-客家⾳樂古到今
- 2022年
  - ⽂化就在項⼦裡-台灣不老歌ft劉福助
  - 檳城活聲聲音樂節巡演
- 2023年
  - ⽂化就在項⼦裡-卜聽民謠來阮兜ft韋喆
  - 客家客家博覽會閉幕晚會天光⽇个客家
  - 世界⾳樂節在台灣
  - 武動芎林呈甘橋百年紀念音樂會ft楊曉恩爵士樂團
  - 檳城島鳴新態音樂節巡演
- 2024年
  - 竹東客鼓銘心-樹杞林新年音樂會ft十鼓擊樂團

## 獲獎紀錄
- 入圍第四屆金音獎最佳現場演唱獎

## 相關出版專輯
- 《老樹新枝》(2008年)
- 《打幫你》(2011年)
- 《目汁含等》(2011年)
- 《唱歌分你聽》(2012年)
- 《暢到毋知人》(2013年)
- 《好客麗麗》(2016年)
- 《好客麗麗2》(2018年)
- 《戀戀山歌念真情》(2019年)
- 《尋鄉》(2019年)
- 《沿路日常》(2020年)